# Seznam evroposlancev iz Španije (2004–2009)
Seznam evroposlancev iz Španije' v mandatu 2004-2009.

## Seznam

### A
- Inés Ayala Sender, Španska socialistična delavska stranka (Stranka evropskih socialistov)
- María del Pilar Ayuso González (Evropska ljudska stranka - Evropski demokrati)

### B
- María Badía i Cutchet, Socialistična stranka Katalonije (Stranka evropskih socialistov)
- Enrique Barón Crespo, Španska socialistična delavska stranka (Stranka evropskih socialistov)
- Josep Borrell Fontelles, Španska socialistična delavska stranka (Stranka evropskih socialistov)

### C
- Joan Calabuig Rull, Španska socialistična delavska stranka (Stranka evropskih socialistov)
- Carlos Carnero González, Španska socialistična delavska stranka (Stranka evropskih socialistov)
- Alejandro Cercas Alonso, Španska socialistična delavska stranka (Stranka evropskih socialistov)

### D
- Luis de Grandes Pascual (Evropska ljudska stranka - Evropski demokrati)
- Pilar del Castillo Vera (Evropska ljudska stranka - Evropski demokrati)
- Agustín Díaz de Mera García Consuegra (Evropska ljudska stranka - Evropski demokrati)
- Rosa Díez González, Španska socialistična delavska stranka (Stranka evropskih socialistov)
- Bárbara Dührkop Dührkop, Španska socialistična delavska stranka (Stranka evropskih socialistov)

### F
- Fernando Fernández Martín (Evropska ljudska stranka - Evropski demokrati)
- Carmen Fraga Estévez (Evropska ljudska stranka - Evropski demokrati)

### G
- Gerardo Galeote Quecedo (Evropska ljudska stranka - Evropski demokrati)
- José García-Margallo y Marfil (Evropska ljudska stranka - Evropski demokrati)
- Iratxe García Pérez, Španska socialistična delavska stranka (Stranka evropskih socialistov)
- Salvador Garriga Polledo (Evropska ljudska stranka - Evropski demokrati)
- Ignasi Guardans Cambó (Skupina zavezništva liberalcev in demokratov za Evropo)
- Cristina Gutiérrez-Cortines (Evropska ljudska stranka - Evropski demokrati)

### H
- David Hammerstein Mintz (Skupina Zelenih-Evropska svobodna zveza)
- María Esther Herranz García (Evropska ljudska stranka - Evropski demokrati)
- Luis Herrero-Tejedor Algar (Evropska ljudska stranka - Evropski demokrati)

### I
- Carlos José Iturgáiz Angulo (Evropska ljudska stranka - Evropski demokrati)

### J
- Bernat Joan i Mari (Skupina Zelenih-Evropska svobodna zveza)

### L
- Antonio López-Istúriz White (Evropska ljudska stranka - Evropski demokrati)

### M
- Miguel Angel Martínez Martínez, Španska socialistična delavska stranka (Stranka evropskih socialistov)
- Antonio Masip Hidalgo, Španska socialistična delavska stranka (Stranka evropskih socialistov)
- Ana Mato Adrover (Evropska ljudska stranka - Evropski demokrati)
- Jaime María Mayor Oreja (Evropska ljudska stranka - Evropski demokrati)
- Manuel Medina Ortega, Španska socialistična delavska stranka (Stranka evropskih socialistov)
- Íñigo Méndez de Vigo (Evropska ljudska stranka - Evropski demokrati)
- Emilio Menéndez del Valle, Španska socialistična delavska stranka (Stranka evropskih socialistov)
- Willy Meyer Pleite (Evropska združena levica – Zelena nordijska levica)
- Rosa Miguélez Ramos, Španska socialistična delavska stranka (Stranka evropskih socialistov)
- Francisco José Millán Mon (Evropska ljudska stranka - Evropski demokrati)
- Cristóbal Montoro Romero (Evropska ljudska stranka - Evropski demokrati)
- Javier Moreno Sánchez, Španska socialistična delavska stranka (Stranka evropskih socialistov)

### O
- Raimon Obiols i Germà, Socialistična stranka Katalonije (Stranka evropskih socialistov)
- Josu Ortuondo Larrea (Skupina zavezništva liberalcev in demokratov za Evropo)

### P
- Francisca Pleguezuelos Aguilar, Španska socialistična delavska stranka (Stranka evropskih socialistov)
- José Javier Pomés Ruiz (Evropska ljudska stranka - Evropski demokrati)

### R
- Teresa Riera Madurell, Španska socialistična delavska stranka (Stranka evropskih socialistov)
- Raül Romeva Rueda (Skupina Zelenih-Evropska svobodna zveza)
- Luisa Fernanda Rudi Ubeda (Evropska ljudska stranka - Evropski demokrati)

### S
- José Salafranca Sánchez-Neira (Evropska ljudska stranka - Evropski demokrati)
- María Isabel Salinas García, Španska socialistična delavska stranka (Stranka evropskih socialistov)
- Antolín Sánchez Presedo, Španska socialistična delavska stranka (Stranka evropskih socialistov)
- María Sornosa Martínez, Španska socialistična delavska stranka (Stranka evropskih socialistov)

### V
- María Elena Valenciano Martínez-Orozco, Španska socialistična delavska stranka (Stranka evropskih socialistov)
- Daniel Varela Suanzes-Carpegna (Evropska ljudska stranka - Evropski demokrati)
- Alejo Vidal-Quadras Roca (Evropska ljudska stranka - Evropski demokrati)

### Y
- Luis Yañez-Barnuevo García, Španska socialistična delavska stranka (Stranka evropskih socialistov)